# القوزاه
ال-قوزاه یک منطقهٔ مسکونی در یمن است که در استان حضرموت واقع شده‌است.